# 布拉克斯頓縣 (西維吉尼亞州)
布拉克斯頓县（英語：Braxton County）是位於美國西維吉尼亞州中部的一個縣。面積1,337平方公里。根據美國2000年人口普查，共有人口14,702人。縣治薩頓 (Sutton)。
成立於1836年1月15日。縣名紀念著名曾代表維吉尼亞州簽署《美國獨立宣言》，後任眾議員的卡特·布拉克斯頓 (Carter Braxton)。